# Pizzo Ligoncio
Il Pizzo Ligoncio (3.032 m s.l.m.) è una montagna delle Alpi del Bernina nelle Alpi Retiche occidentali. Si trova in Lombardia nella provincia di Sondrio a nord-est del Lago di Mezzola.

## Descrizione
È la vetta più alta della Valle dei Ratti, valle laterale della Valchiavenna che inizia a Verceia. È raggiungibile dal versante sud in circa 2 ore dal Rifugio Volta per via alpinistica PD. Il versante nord presenta vie più impegnative.

## Punti di appoggio
Se si sale in vetta dalla Valle dei Ratti è possibile utilizzare come punti di appoggio il Bivacco Primalpia oppure il rifugio Capanna Volta.
Se si arriva invece da nord, dalla Valle dell'Oro, è possibile utilizzare il Rifugio Antonio Omio o il Bivacco Silvio Saglio presenti nella vallata.